# Brzezinki (województwo dolnośląskie)
Brzezinki – wieś w Polsce położona w województwie dolnośląskim, w powiecie oławskim, w gminie Jelcz-Laskowice.

## Podział administracyjny
W latach 1975–1998 miejscowość administracyjnie należała do województwa wrocławskiego.

## Demografia
Według Narodowego Spisu Powszechnego (III 2011 r.) liczyły 110 mieszkańców. Są najmniejszą miejscowością gminy Jelcz-Laskowice.